# Nogent-le-Phaye
Nogent-le-Phaye ist eine französische Gemeinde mit 1.463 Einwohnern (Stand: 1. Januar 2022) im Département Eure-et-Loir in der Region Centre-Val de Loire. Sie gehört zum Arrondissement Chartres und zum Kanton Chartres-2.

## Geographie
Nogent-le-Phaye liegt etwa sieben Kilometer östlich des Stadtzentrums von Chartres. Umgeben wird Nogent-le-Phaye von den Nachbargemeinden Gasville-Oisème und Coltainville im Norden, Houville-la-Branche im Osten, Sours im Süden, Gellainville im Südwesten sowie Chartres im Westen.

## Bevölkerungsentwicklung
| Jahr                       | 1962 | 1968 | 1975 | 1982 | 1990 | 1999 | 2006 | 2013 | 2020 |
| Einwohner                  | 571  | 577  | 833  | 879  | 1004 | 1196 | 1284 | 1342 | 1484 |
| Quellen: Cassini und INSEE |      |      |      |      |      |      |      |      |      |

## Sehenswürdigkeiten
- Kirche Saint-Pierre-et-Saint-Paul aus dem 12. Jahrhundert
- Windrad von Nogent-le-Phaye

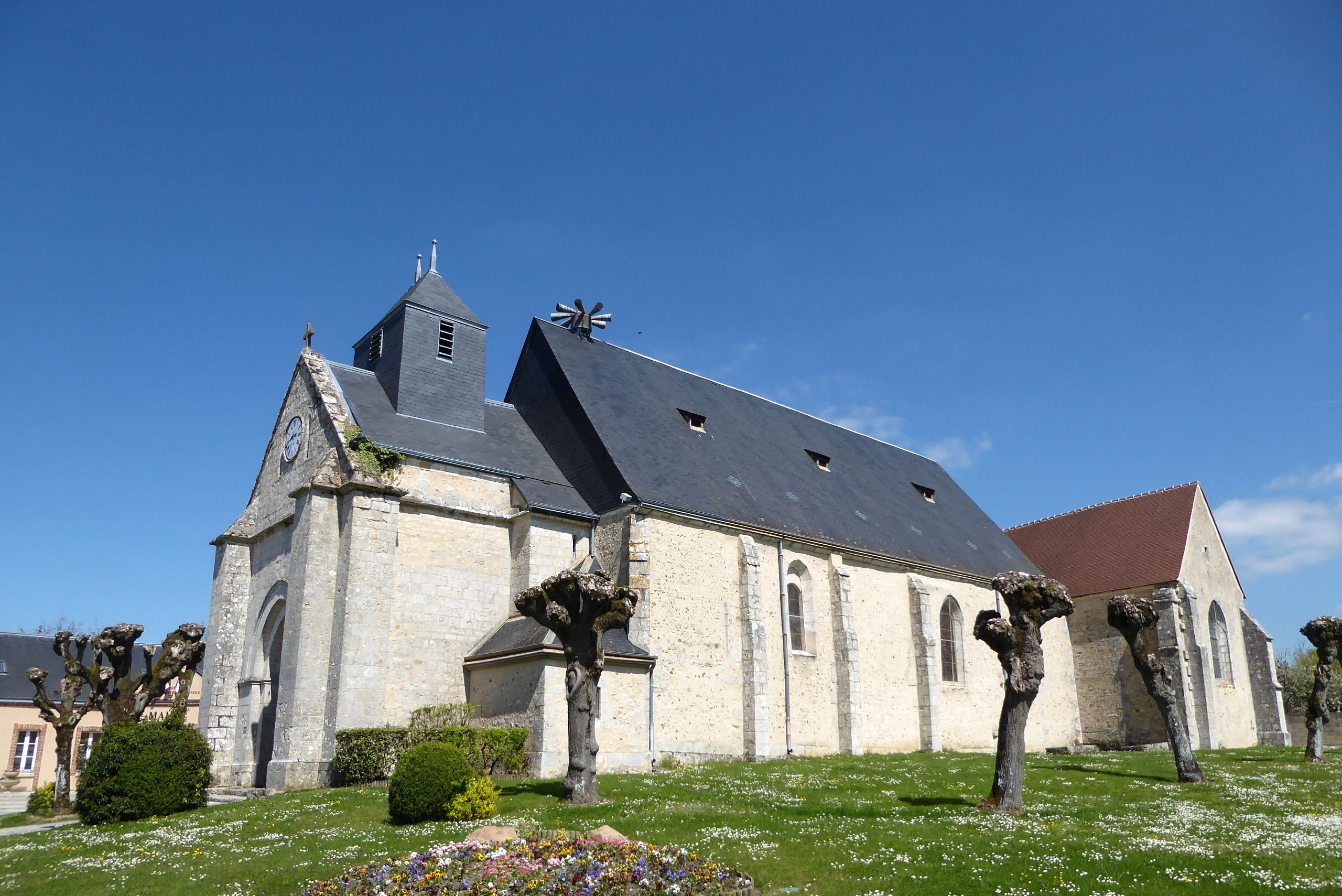
Kirche Saint-Pierre-et-Saint-Paul
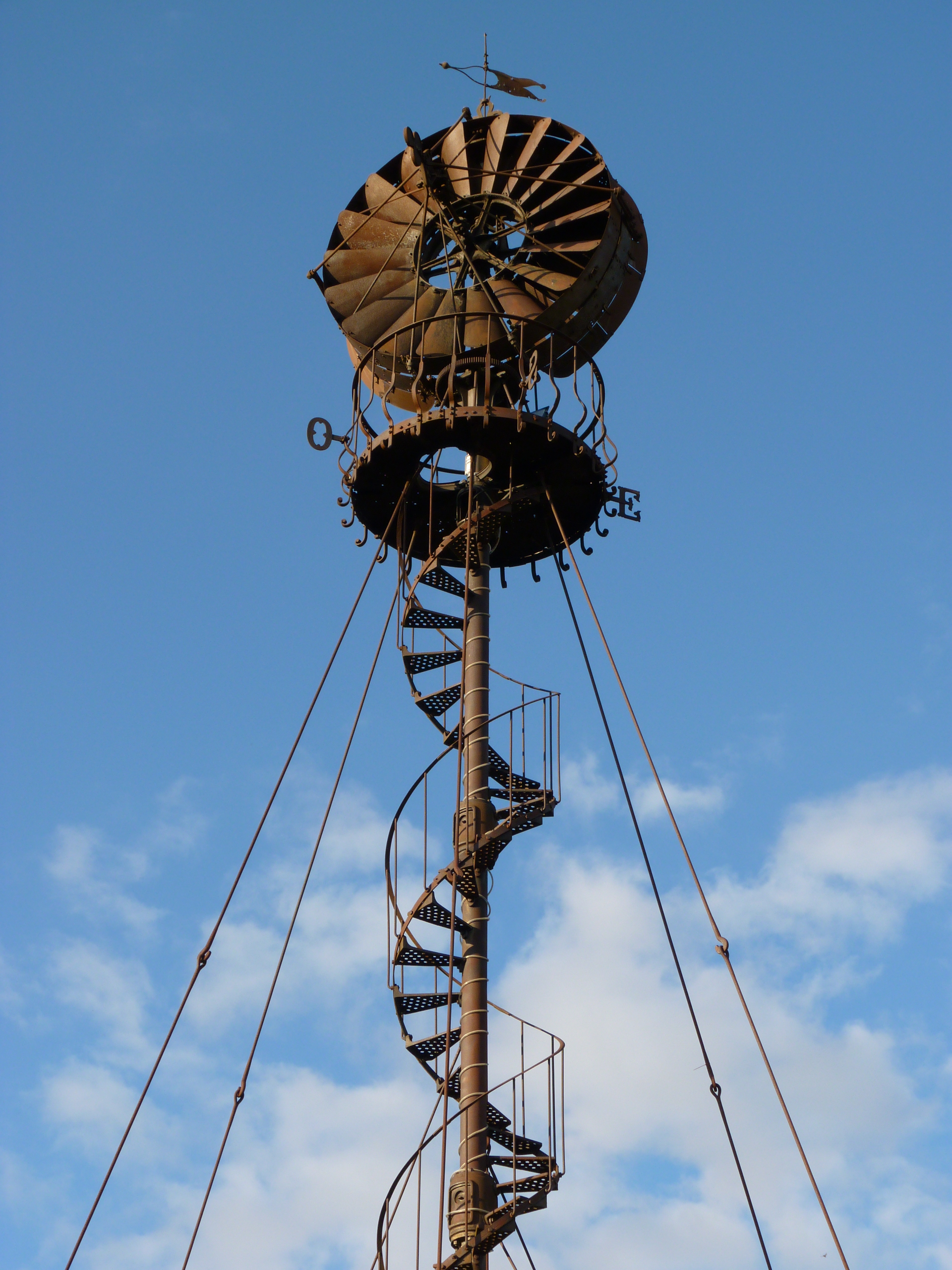
Windrad